# Elke Wieditz
Elke Wieditz (* 1952) ist eine deutsche Schauspielerin, Synchron- und Hörspielsprecherin sowie Dozentin.

## Leben und Wirken
Elke Wieditz absolvierte ihre Schauspielausbildung von 1970 bis 1974 an der Hochschule für Musik und Theater „Felix Mendelssohn Bartholdy“ Leipzig.
Sie war im Laufe ihrer Karriere vor allem als Theaterschauspielerin tätig. Von 1974 bis 2017 war sie am Deutschen Nationaltheater und Staatskapelle Weimar als festes Ensemblemitglied engagiert. Sie trat in zahlreichen Theaterstücken auf, so unter anderem auch als Gretchen in Faust. Eine Tragödie oder als Ophelia in Hamlet, aber auch in vielen Musicals. In Spielfilmen oder Fernsehserien trat Wieditz als Schauspielerin hingegen nur selten in Erscheinung. Von 1996 bis 2005 war sie als Dozentin an der Hochschule für Musik Franz Liszt Weimar tätig.
Wieditz war auch als Synchronsprecherin aktiv und lieh dabei unter anderem Libuše Šafránková, Marka Míková oder Jelena Proklowa ihre Stimme.
Sie lebt in Weimar.

## Filmografie
- 1976: Die Leiden des jungen Werthers
- 2007: Krimi.de (Fernsehserie, 1 Folge)
- 2013: Akte Ex (Fernsehserie, 1 Folge)
- 2013: Tatort: Die Fette Hoppe (Fernsehreihe)

## Hörspiele (Auswahl)
- 1979: Gotthold Ephraim Lessing: Minna von Barnhelm (Franziska, Minna von Barnhelms Mädchen) – Regie: Walter Niklaus (Hörspielbearbeitung – Rundfunk der DDR)
- 1979: Krystyna Bronzewska: Herzfehler (Agatha) – Regie: Walter Niklaus (Original-Hörspiel, Kinderhörspiel – Rundfunk der DDR)
- 1984: Hans Siebe: Offene Rechnung (Monika Hillig) – Regie: Walter Niklaus (Originalhörspiel, Kurzhörspiel – Rundfunk der DDR)
- 2015: Jan Frederik Vogt: So auch ich – Regie: Jan Frederik Vogt (Originalhörspiel – Jan Frederik Vogt, Erstsendung bei SWR2)

Quelle: ARD-Hörspieldatenbank